# 教法寺 (佐世保市)
教法寺（きょうほうじ）は長崎県佐世保市にある浄土真宗本願寺派の仏教寺院。山号は大智山。

## 歴史
1490年（延徳2年）、室町時代から戦国時代中期まで佐世保地域を支配した宗家松浦氏の菩提寺として創建された。当初は宗家松浦氏の居城の１つで旧北松浦郡大野（現在の佐世保市瀬戸越）にあった大智庵城の城下に建てられていたが、建立後まもない1498年（明応7年）に同城が落城した際に兵火にかかり焼失、その後現在地に移ったといわれる。
江戸時代には寺の周辺に佐世保浦と称される漁村があった。1850年（嘉永3年）には吉田松陰が平戸遊学に向かう途上当寺に立ち寄っている。
太平洋戦争末期の1945年（昭和20年）6月28日夜に佐世保市が空襲された際、海軍佐世保鎮守府の軍事施設に近かった当寺も山門を残して類焼したが、戦後本堂などが再建されている。

## 所在地・アクセス
佐世保市元町5番24号
- 西肥バス・佐世保市営バス「元町（市立総合病院前）」バス停下車すぐ。

## 周辺
- 佐世保市総合医療センター
- 海上自衛隊佐世保史料館（セイルタワー）
- 佐世保橋
- 旧海軍佐世保鎮守府凱旋記念館